# Матица Ашкалија
Матица Ашкалија је друштвена и културна организација ашкалијског народа. Налази се у Новом Саду, у Јеврејској улици (Стари Град). Организација је основана 1998. године, а пре њеног оснивања није постојала ни једна организација која је имала за циљ очување и неговање националне културе Ашкалија.

## Циљеви организације
Циљеви Матице Ашкалија су афирмисање културних вредности и баштине ашкалијског народа, заштита и имплементација људских, мањинских и културних права Ашкалија, побољшање социјалног положаја и друштвеног статуса Ашкалија, побољшање постојећег стања у образовању, информисању, запошљавању, здравству и издавачкој делатности Ашкалија, као и укључивање представника Ашкалија у институције система при одлучивању о питањима мањина.

## Делатност организације
Међу досадашњим делатностима Матице Ашкалија издвајају се помоћ расељенима са Косова у прилагођавању новој средини, као и помоћ расељенима при повратку на Косово, набавка и подела хуманитарне помоћи за расељене са Косова и домицилно становништво, правна и саветодавна помоћ, организовање и спровођење едукативних програма, усавршавање чланова матице за рад у цивилном сектору, акције и кампање за побољшање услова становања и живљења, рад на побољшању здравственог стања, покретање издавачке делатности, као и тројезичног билтена, часописа и ТВ емисије у циљу информисања Ашкалија и о Ашкалијама, акције и кампање за побољшање стања у образовању Ашкалија, акције и кампање за запошљавање расељених и домицилног становништва, оснивање и изградња дома културе у Великом Риту, успостављање и развијање сарадње са привредним организацијама и друго.